# بوب فيرغسن (سياسي)
روبرت واتسون (بوب) فيرغسن، ولد في الثالث والعشرين من فبراير في عام 1965، وهو مسؤولٌ منتخب ونائبٌ في ولايةِ واشنطن الأمريكية، إذ يشغل حالياً منصب النائب العام الثامن عشر لواشنطن، وكان قد تم انتخابه لأول مرة في السادس من نوفمبر في عام 2012، وحصل على ما نسبته 53,48% من مجموع الأصوات.

## نشأته
يعد بوب فيرغسن أحد سكان الجيل الرابع الذي سكن ولاية واشنطن. وكان قد استقر أسلافه في القرن التاسع عشر الميلادي على ضفاف نهر سكاغيت بقرب مدينة ماربلماونت حالياً. وتمتد جذور عائلة فيرغسن عميقاً في مدينة إيفريت في واشنطن. وقد بدأ أجداده عمل العائلة الخاص -محل جزارة- في عام 1900. وبعد وفاة جد فيرغسن، اهتمت زوجته إيدث هاوسمن بإدارة المحل وتربية خمسة أطفال خلال فترة الكساد. وإلى جانب ذلك، كان جد فيرغسن من خريجي أول دفعة من مدرسة إيفريت الثانوية عام 1910.
وكان والد بوب الراحل موراي فيرغسن قد ولد في مدينة إيفريت كذلك، وعمل مدير مرافق في شركة بوينغ، بينما كانت أم فيرغسن بيتي هاوسمن فيرغسن معلمة تربية خاصة في مدرسة سياتل الحكومية، علاوة على ذلك، كان كلا والديه خريجي مدرسة إيفريت الثانوية، وأنجبا سبعة أطفال من ضمنهم بوب.
وقد تلقى بوب تعليمه الابتدائي في كنيسة القديس آن، وتخرج من مدرسة الأسقف بلانشيه الثانوية، وتلقى تعليمه الجامعي في جامعة واشنطن حيث انتخبه زملاؤه رئيساً لهيئة الطلاب، وبعد تخرجه من جامعة واشنطن، انضم فيرغسن إلى منظمة المتطوعين اليسوعية وأدار مكتباً لخدمات الطوارئ لمدة عام واحد.

## مسيرته القانونية
التحق فيرغسن بكلية القانون في جامعة نيويورك، وخلال دراسته في كلية القانون حصل على منحة لتوفير المساعدة القانونية لقبيلة ياكي في بلدة غوادالوبي-أريزونا، ثم استقر في غوادالوبي وساعد أفرادها بمختلف احتياجاتهم القانونية.
وبعد أن حصل على شهادة المحاماة من جامعة نيويورك، بدأ فيرغسن مسيرته القانونية في سبوكين، حيث عمل كاتب عدل لكبير القضاة بالمحكمة الفيدرالية في شرق واشنطن ويليام فيرمينغ نيلسون الذي عينه جورج بوش الأب بنفسه. وعمل بعد ذلك مع القاضي مايرون برايت -الذي عينه ليندون جونسون- في محكمة الاستئناف للدائرة الثامنة في الولايات المتحدة.
وبعد أن أنهى فترة عمله كاتباً للعدل، عاد فيرغسن إلى سياتل وانضم هناك إلى شركة بريستون غايتس آند أليس، كي آند أل غايتس حالياً، وعمل هناك مرافعاً للدعاوي القضائية، فقد رافع عن أفراد وشركات وحكومات محلية ومؤسسات مختلفة في واشنطن. والجدير بالذكر أن فيرغسن كان ضمن الفريق القانوني الذي نجح في تخليص دافعي الضرائب من دفع التكاليف المرتبطة بسافيكو فيلد للبناء، إضافة إلى ذلك، كان فيرغسن في الفريق القانوني الذي نجح في الطعن في دستورية مبادرات تيم إيمن.
من جهة أخرى، مثل فيرغسن شركات عدة، فقد عمل في قضايا تتضمن انتهاك حقوق الطبع والنشر، ونجح في مقاضاة شركات كانت قد سرقت ملك فكرية من شركات أخرى في واشنطن. وكان بوب قد تبرع بمئات الساعات المجانية من استشارته القضائية لمنظمات غير ربحية، فعلى سبيل المثال، كان مستشاراً قانونياً لحديقة كركبيرغ النباتية وساعدها على تحويل ستة فدان من الأرض لحديقة عامة في شورلين (واشنطن). وبعد أن عمل فيرغسن في بريستون غايتس آند إليس لأربعة أعوام، قرر الترشح لمجلس مقاطعة كينغ.

## مجلس مقاطعة كينغ

### الإنتخابات
وقد انتخب فيرغسن لمجلس مقاطعة كينغ للمرة الأولى في عام 2003 عند تغلبه على المخضرمة سينيثيا سوليفان التي قضت عشرين عاما من عمرها في المجلس بفارق 500 صوت. إذ أنه قرع اثنين وعشرين ألف باب في المقاطعة وذلك في حملته الانتخابية لإزاحتها. وكان انتخاب المجلس يتم على أساس حزبي في ذلك الوقت، إذ أن فيرغسن لم يواجه أي خصم في الانتخابات العامة في المقاطعة التي ينتمي أغلب قاطنيها للحزب الديمقراطي. وقد ترتب على تقليص مجلس مقاطعة كينغ إعادة توزيع الأعضاء، فقد تم تعيين فيرغسن في نفس المقاطعة مع الديموقراطية كارولين إدموندس من مدينة شورلين. وتمكن فيرغسن من هزيمة إدموندس بصعوبة، إلا أنه تابع فوزه، إذ تغلب على منافسه الجمهوري ستيفن بايت بفارق ساحق نسبته 74% من مجموع الأصوات.

### المناصب التي تولاها
قبل أن ينتخب مدعياً عاماً عمل بوب فيرغسن في مجلس مقاطعة كينغ، حيث مثل مجلس المقاطعة رقم 1 التي شملت: شمال شرق سياتل وشورلين وليك فورست بارك وكينمور وبوثيل وكيركلاند وأجزاء من وودإنفيل.
وخلال فترته في المجلس عمل فيرغسن رئيساً للجنة القوانين والسياسات الإقليمية ولجنة العدالة والخدمات الإنسانية، وترأس لجنة المجلس للقانون والعدالة مرتين. وفي عام 2005 شارك فيرغسن في سن تشريع لإجراء تصويت لناخبي مقاطعة كينغ لفرض ضريبة من أجل تحسين الخدمات الصحية المقدمة للمحاربين القدامى والعسكريين، وقد صوت سكان المقاطعة لصالح هذا القرار. وبعد انتهاء فترة الضريبة, جددها ناخبو مقاطعة كينغ في عام 2011. من جهة أخرى، عندما اقترح مكتب مقاطعة كينغ التنفيذي انفاق 6,8 مليون دولار لشراء أثاث جديد لمبنى مكاتب المقاطعة، دفعهم فيرغسن لشراء اثاث مستعمل وتوفير مليون دولار على دافعي الضرائب.
إلى جانب ذلك، يقود فيرغسن حملة سنوية لجمع خمسين مليون دولار لمساعدة من يعانون من الأمراض العقلية ومدمني المواد المخدرة، وقد نال في عام 2011 على جائزة بوث جاردنر لبطل الصحة العقلية، وكان قد نجح أيضا في الحصول على خمسة ملايين دولار لتمويل عيادات صحية عامة مهددة بالإغلاق في نورثغيت وبوثيل.
وعمل فيرغسن في المجلس التنسيقي لقضاء الأحداث، وطالب خلال تلك الفترة بالرقابة المدنية على مكتب عمدة مقاطعة كينغ. وفي عام 2006 ساعد فيرغسن في توحيد الجهود لضمان المراقبة الدائمة للمكتب. والجدير بالذكر أنه دعم قانون المحافظة على المساحات المفتوحة، إذ يحمي هذا القانون مئة ألف فدان من المساحات المفتوحة. وأصدر فيرغسن تشريعاً ينص على أن لا تتعامل مقاطعة كينغ مع شركات عُرف عنها انتهاكها لقوانين مستحقات الموظفين.
وشارك عام 2007 في إصدار تشريع لزيادة ضريبة المبيعات بنسبة واحد من عشرة بالمئة من أجل تعزيز برامج المحكمة العلاجية الخاصة بالصحة العقلية والإدمان على المواد المخدرة، وذلك بهدف تقليل التورط المكلف وغير الضروري للمرضى العقليين ومدمني المواد الكيميائية مع النظام القضائي، ولإنقاذ أرواحهم كذلك. وقد أقر المجلس المقترح بناءً على تصويت الحزبين. وفي عام 2009 شارك فيرغسن في سن تشريع مشترك بين الحزبين يناشد المدير التنفيذي للمشتريات أن يبسط عملية الشراء في المقاطعة، وشارك بوب جنبا إلى جنب مع الجمهورية كاثي لامبيرت في سن تشريع ألغى خمسة عشر صفحة من الاستمارات اللازمة للتعاقد مع مقاطعة كينغ. كما عمل فيرغسن في إصلاح حكومة المقاطعة، فقد ربط أجور العاملين باقتصاد المقاطعة مما جعل صحيفة سياتل تايمز تكتب: (هذا شي جديد وضروري في مقاطعة تستطيع تحمل النهج الحالي، وهذه التغييرات لم تكن لتحدث لولا الجمهورية كاثي لامبيرت ورئيس المجلس بوب فيرغسن...من جهة أخرى يتعرض فيرغسن للنقد من الطبقة العاملة لمحاولته تعديل سياسات لن تصب في صالحهم. والجدير بالذكر أن الأعمال التي يقوم بها فيرغسن يجب أن تلهم ديمقراطيين آخرين من المجلس للانضمام إليه لدفع المقاطعة نحو القرن الواحد والعشرين).
وشارك فيرغسن في سن تشريع لتطوير الأعمال الصغيرة التي تساهم في الوفاء بعقود المقاطعة, وسن قانونا في عام 2011 لوضع برنامج خاص لتطوير الشركات الصغيرة، ولم يقبل الزيادة في راتبه في الفترات الاقتصادية العصيبة، وساعد كذلك في توجيه الجهود لمراجعة حسابات مكتب المقاطعة الانتخابي مراجعة مستقلة.
وفي عام 2010 رعى فيرغسن تصويتاً من شأنه زيادة عائدات مقاطعة كينغ، وكان الاقتراح الأول هو فرض ضريبة البيع والاستخدام، وانتهى التصويت برفض ما نسبته 54,9% من الناخبين للاقتراح. وسن بوب القانون الذي ساهم في إصلاح عملية منح السجلات العامة ليضمن بذلك سهولة حصول المواطنين على هذه السجلات وتقييم حكومتهم.
وتقديراً لما قام به فيرغسن في الحفاظ على التراث الثقافي, منحته واشنطن ترست للحفاظ على البيئة جائزة العمل التطوعي في الحفاظ على التراث. واختاره مركز الخدمات الإنسانية ليفوز بجائزة دوريت بيلي السنوية لعام 2008 نتيجة أعماله المختلفة في خدمة المجتمع. إضافة إلى ذلك، قدمت لايف لاين هدية امتنان لفيرغسن في اجتماعها السنوي الخاص بجائزة القضاء على الجوع. واختير في عام 2010 لينضم إلى معهد آسبن لزمالة رودل، وهو برنامج يجمع مختلف الشخصيات السياسية الواعدة من مختلف الدول.

## المدعي العام لواشنطن
وفي السادس من نوفمبر في عام 2012 تغلب فيرغسن على منافسه عضو مجلس المقاطعة ريغن دن ليصبح المدعي العام الثامن عشر لولاية واشنطن، إذ أنه فاز بفارق 200 ألف صوت، أي أنه قد حصل على نسبة 53,48% من مجموع الأصوات مقابل 46,52% لمنافسه. وكان فيرغسن قد فاز برغم العقبات التي فرضتها جماعة من خارج واشنطن للتغلب عليه, إذ أن لجنة القيادة الجمهورية -التي أسسها كارل روف- أنفقت ما يقارب ثلاثة ملايين دولار للإطاحة به, وانتقد خلال حملته الانتخابية لافتقاره الخبرة القضائية، إلا أنه زار مقاطعات واشنطن التسعة والثلاثون جميعها خلال حملته.

### قضية آرلينز فلورز
رفع فيرغسن في عام 2013 قضية على بارونل ستوتزمن مالكة محل آرلينز فلورز للزهور القابع في ريتشلاند في واشنطن، وقد كانت هذه القضية استجابة لشكوى قدمها رجلٌ يدعى روبرت انجيرسول وخطيبه كورت فريد، وكان ادعاء فيرغسن ضد ستوتزمن أنها انتهكت قانون واشنطن لحماية المستهلك برفضها توفير الزهور في حفل زفاف الثنائي؛ نتيجة لذلك أرسل مكتب المدعي العام رسالة إلى ستوتزمن لإبلاغها أنها قد انتهكت قانون الولاية لحماية المستهلك، من جهة أخرى كتب فيرغسن رسالة طالب فيها ستوتزمن بغرامة تساوي ألفي دولار وبالاحتفال بحفلات زفاف المثليين. وردت ستوتزمن بأن فعل ذلك يتعارض مع معتقداتها الدينية, فهاتفها مكتب المدعي العام ليمنحها الفرصة للامتثال للقانون واتباع الإجراءات القانونية لتتجنب بذلك إجبارها على دفع أية تعويضات أو تكاليف. بيد أن ستوتزمن ردت برسالة من محاميها الذي انتقد القضية، وذكر فيها أن فيرغسن لا يملك السلطة القانونية لرفع الدعوى وأنه لم يكن واضحاً ما ان كان فعل ستوتزمن تمييزاً عنصرياً أم لا. وقد كان الزوجان زبونين سابقين لستوتزمن لمدة تسع سنوات إلا أن علاقتهم بها قد فسدت عندما طلبا مساعدتها في حفل زفافهم، وقد رفضت ذلك بسبب ديانتها التي تعارض زواج المثليين، ورفعت ستوتزمن بعد ذلك قضية مضادة، وقالت أن قضية فيرغسن كانت محاولة لإجبارها على انتهاك معتقداتها الدينية،
وطالبت ستوتزمن ومحاموها بإسقاط قضية فيرغسن بحجة أن الزوجين لم يتعرضا لأي أضرار مادية في أعمالهم أو ممتلكاتهم.< بيد أن القاضي سال مندوزا جي آر قرر أن القضية يجب أن تستمر؛ لأن الوقت الذي قضاه الزوجان للذهاب إلى متجر زهور ستوتزمن وللبحث عن متاجر زهور أخرى يعد من ضمن الأضرار المالية. وفي الثامن عشر من فبراير عام 2015، حكم قاضي المحكمة العليا في مقاطعة بنتون ألكسندر إكسترون بأن ستوتزمن قد انتهكت قانون الدولة لمكافحة التمييز وفي اليوم التالي صرحت ستوتزمن أنها ستمتثل لقرار المحكمة، وفي السابع والعشرين من مارس في نفس السنة، أمر القاضي ألكسندر إكستروم السيدة ستوتزمن أن تدفع غرامة قدرها ألف دولار بالإضافة إلى دولار واحد لتكاليف المحكمة ورسومها

## حياته الشخصية

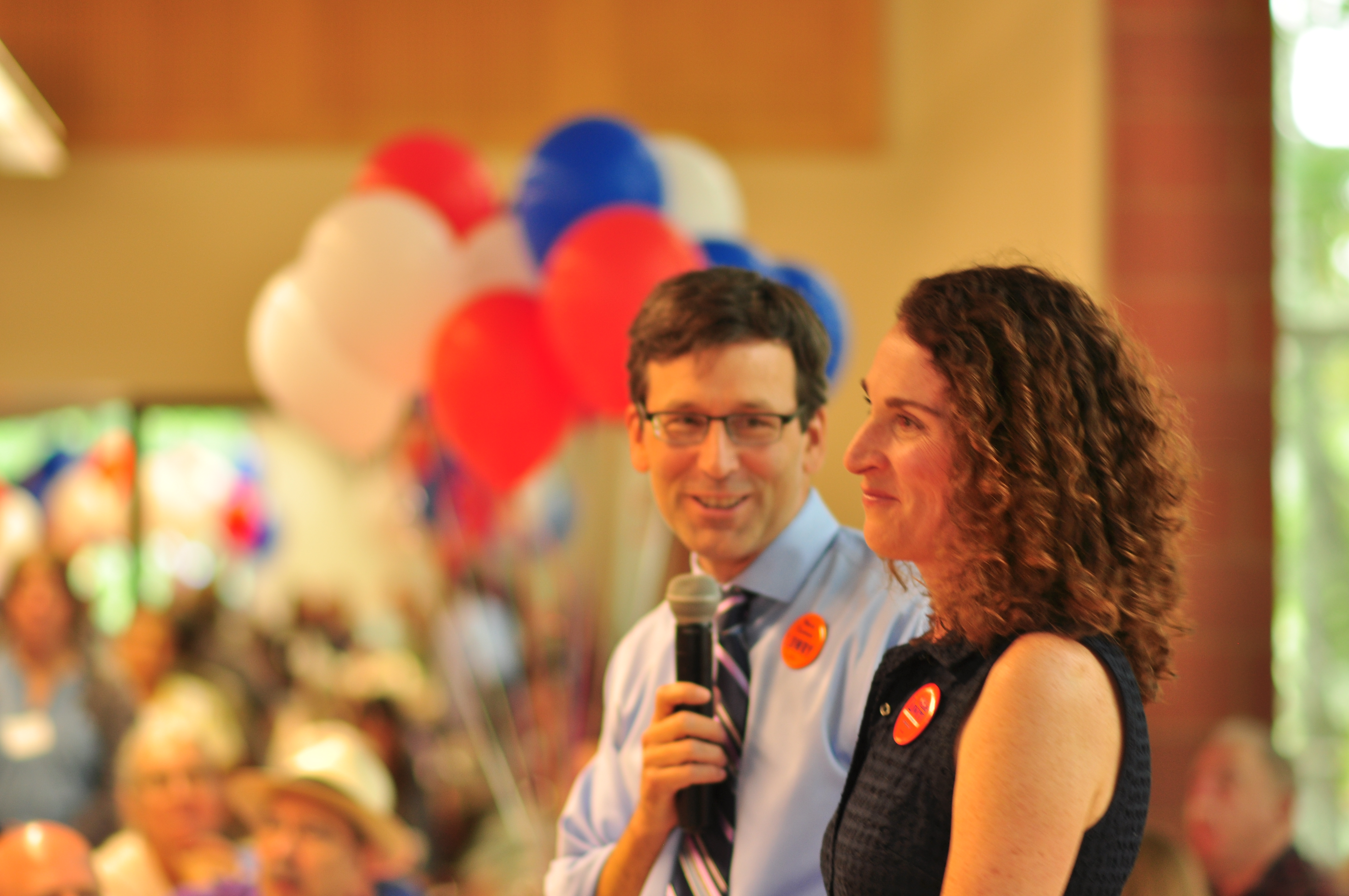
بوب فيرغسن وزوجته

بوب فيرغسن متسلق جبال شغوف ورحالة ومربي طيور، وقد سار المئات من الكيلومترات في واشنطن وتسلق الكثير من قمم واشنطن العالية، وجال البلاد بعد أن أنهى دراسته الجامعية ليشاهد مباريات دوري البيسبول في مختلف المدرجات الرياضية.
والجدير بالذكر أن فيرغسن أحد لاعبي الشطرنج المصنفين دوليا، وقد نشرت مبارياته في مختلف النشرات المحلية والوطنية والدولية، علاوة على ذلك، فاز فيرغسن مرتين ببطولة واشنطن للشطرنج. ويعيش هو وزوجته كولين في حي سياتل ميبل ليف مع ابنيهما التوأم جاك وكيت.

## تاريخه الانتخابي
| الانتخابات التمهيدية لمنصب المدعي العام لواشنطن لعام 2012 | الانتخابات التمهيدية لمنصب المدعي العام لواشنطن لعام 2012 | الانتخابات التمهيدية لمنصب المدعي العام لواشنطن لعام 2012 | الانتخابات التمهيدية لمنصب المدعي العام لواشنطن لعام 2012 |
| الحزب                                                     | المرشح                                                    | عدد الأصوات                                               | نسبة الأصوات                                              |
| --------------------------------------------------------- | --------------------------------------------------------- | --------------------------------------------------------- | --------------------------------------------------------- |
| الديموقراطي                                               | بوب فيرغسن                                                | 685346                                                    | 51,68%                                                    |
| الجمهوري                                                  | ريجن دن                                                   | 506524                                                    | 38,2%                                                     |
| الجمهوري                                                  | ستيفن بيدجون                                              | 134185                                                    | 10,12%                                                    |

| الانتخابات العامة لمنصب المدعي العام لواشنطن لعام 2012 | الانتخابات العامة لمنصب المدعي العام لواشنطن لعام 2012 | الانتخابات العامة لمنصب المدعي العام لواشنطن لعام 2012 | الانتخابات العامة لمنصب المدعي العام لواشنطن لعام 2012 |
| الحزب                                                  | المرشح                                                 | عدد الأصوات                                            | نسبة الأصوات                                           |
| ------------------------------------------------------ | ------------------------------------------------------ | ------------------------------------------------------ | ------------------------------------------------------ |
| الديموقراطي                                            | بوب فيرغسن                                             | 1564443                                                | 53,48%                                                 |
| الجمهوري                                               | ريجن دن                                                | 1361010                                                | 46,52%                                                 |

## روابط خارجية
- بوب فيرغسن على موقع الاتحاد الدولي للشطرنج (الإنجليزية)
- بوب فيرغسن على موقع 365Chess.com (الإنجليزية)
- بوب فيرغسن على موقع Chesstempo.com (الإنجليزية)